# Hannibal Goodwin
Hannibal Williston Goodwin, född den 21 april 1822 i Taughannock, New York, död den 31 december 1900, var en amerikansk präst och amatörfotograf. Han uppfann och sökte patent på rullfilmen 1887.